# Thomas Hinckley
Thomas Hinckley (* 19. März 1618 in Tenterden, Grafschaft Kent, England; † 25. April 1706 in Barnstable, im heutigen US-Bundesstaat Massachusetts) war der letzte Kolonialgouverneur der Plymouth Colony.

## Lebenslauf
Thomas Hinckley war der Sohn von Samuel and Sarah (Soole) Hinckley. Die Eltern wanderten im Jahr 1634 aus religiösen Gründen in die Plymouth Colony aus. Dabei wurden sie aber nicht von ihrem Sohn Thomas begleitet. Dieser muss zu einem unbekannten Zeitpunkt ebenfalls England in Richtung der Plymouth Colony verlassen haben. Die Familie gehörte zu den ersten Bewohnern der neugegründeten Stadt Barnstable. Im Jahr 1643 schloss sich Thomas Hinckley der örtlichen Miliz an. Zwei Jahre später wurde er in das Unterhaus des kolonialen Parlaments gewählt. In den Jahren 1675–76 nahm er am sogenannten King Philip’s War teil, der bis heute als einer der blutigsten Kolonialkriege in der Geschichte Nordamerikas betrachtet wird. Nach dem Tod von Kolonialgouverneur Josiah Winslow wurde er im Jahr 1680 zu dessen Nachfolger gewählt. Dieses Amt bekleidete er von 1680 bis 1686. In den Jahren 1686 bis 1689 war die Plymouth Colony Teil des kurzlebigen Dominion of New England. Anschließend wurde Hinckley erneut Gouverneur der Plymouth Colony. Diese Position hatte er von 1689 bis 1692 inne. In diesem Jahr wurde die Kolonie zusammen mit der vormaligen Massachusetts Bay Colony zur englischen Kronkolonie Province of Massachusetts Bay erhoben, die bis 1776 bestand. Nach dem Ende der Plymouth Colony im Jahr 1692 war Thomas Hinckley bis zu seinem Tod am 25. April 1706 Mitglied des Kabinetts des Kolonialgouverneurs (Massachusetts governor’s council) der neuen Kronkolonie. Er war zwei Mal verheiratet. Zu seinen Nachfahren gehören die amerikanischen Präsidenten George H. W. Bush und dessen Sohn George W. Bush.